# San Jorge Nuchita
San Jorge Nuchita là một đô thị thuộc bang Oaxaca, México. Năm 2005, dân số của đô thị này là 2957 người.